# 松村努 (指揮者)
松村 努（まつむら つとむ）は、日本の合唱指揮者。

## 来歴
神奈川県出身。東京藝術大学音楽学部声楽科卒業。声楽を三林輝夫、河瀬柳史に、指揮を黒岩英臣、ヘルムート・リリングに師事。宗教曲のソリストとして活動後、東京・神奈川において合唱団の指揮・指導に携わり、現在13の合唱団を擁する「Diamond Family」として組織されている。
2005年（平成17年)、Combinir di Corista（コンビーニ・ディ・コリスタ。通称「コンビニ」）の設立に寄与し、同団を指揮し、全日本合唱コンクール全国大会において2008年~2022年の15年間で通算13回（13年は不参加、20年は大会中止）の金賞、最高賞の文部科学大臣賞を通算8回（2009~12、18、19、21、22）受賞。コンクールの審査員や各種講習会の講師なども積極的に務める。
現在、日本合唱指揮者協会副理事長、全日本合唱連盟副理事長・業務執行理事、神奈川県合唱連盟顧問。

## 音楽
ルネサンスから現代までの宗教作品を活動の中心とし、「コンビニ」の設立時においても、多様なレパートリー、すなわち「品揃え」にこだわり、コンビニエンスストアにちなんで団名を「コンビーニ・ディ・コリスタ」とした。
松村の音楽の原点は鎌倉・雪ノ下教会で毎年年末にヘンデル「メサイア」を演奏するグロリア少年合唱団に小学2年生の春に入団したことである。同団でメサイアやバッハ「マタイ受難曲」等のバロック音楽に親しむ。「私はこの大曲のほんの数曲を習い、歌って、大きな衝撃を受けた。そのカタカナ4文字に徹底的に憧れ続けた。」「その美しさに魅了され、モジュラータイプなる小型ステレオで、すり切れるまで聴き続けたのを今でも昨日のように覚えている。この「メサイア」には、子どもを夢中にさせる特別な周波数があるのだと思う。」と語る。長じてから同団の団長・指揮者を現在に至るまで長く務め、同団を率いた1989年のイタリア演奏旅行では、ローマ法王の謁見演奏の栄誉にあずかったほか、海外での演奏経験を豊富に有している。

## 著書
- 「必ず役立つ 合唱の本 教会音楽編」（2015年、ヤマハミュージックメディア）ISBN 978-4636906486